# Kapelle der Heiligen Familie (Hellefeld)

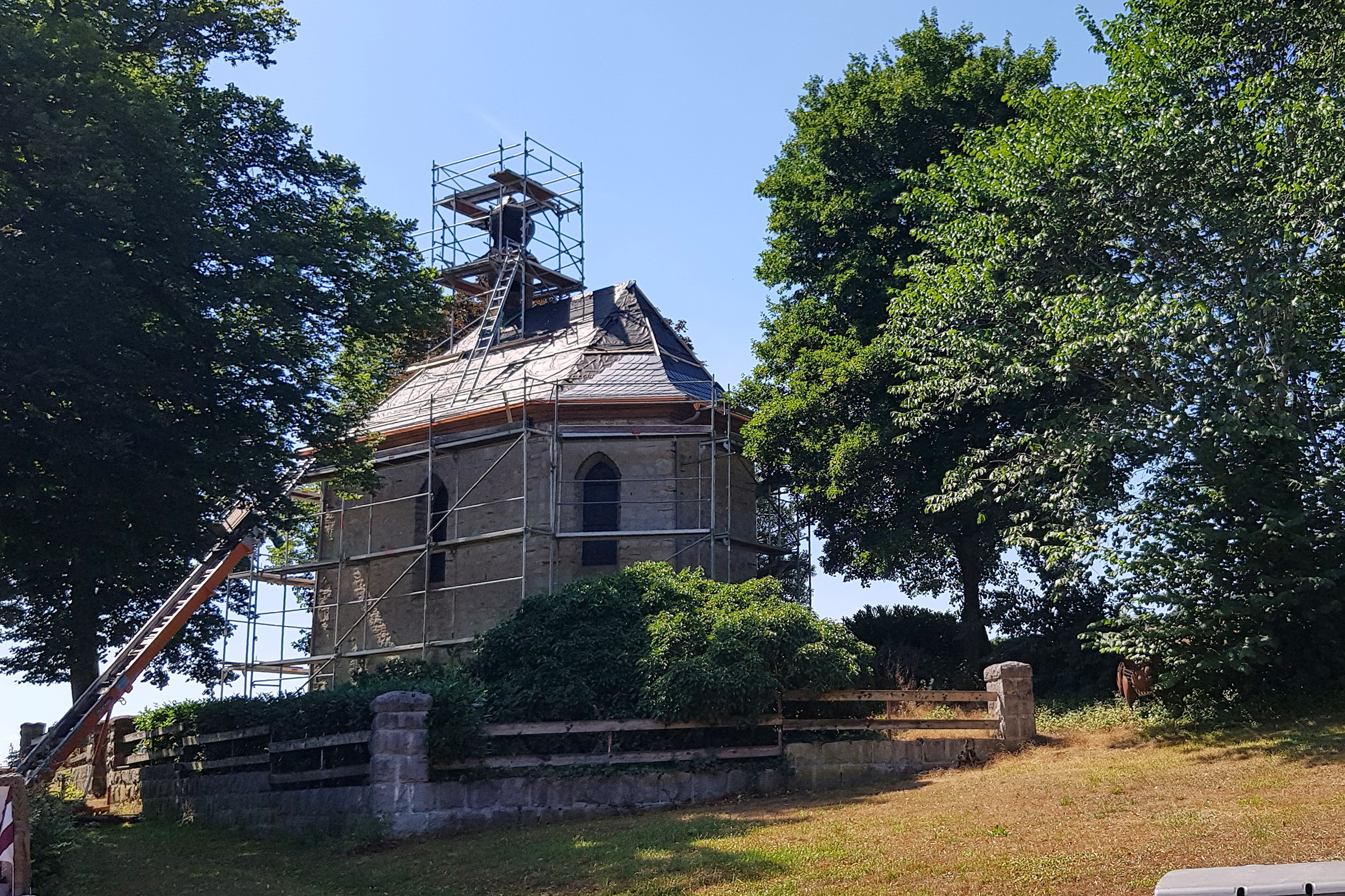
Kapelle im Juli 2022

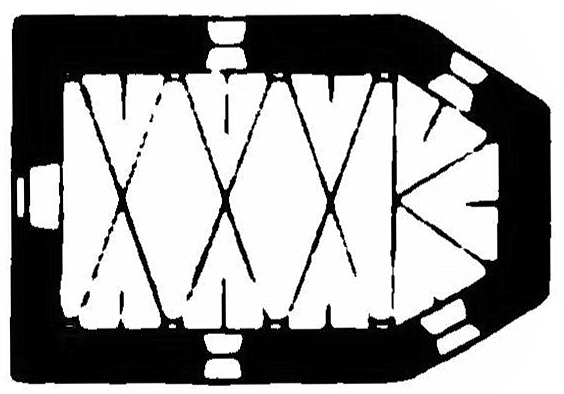
Grundriss (1906)

Die Kapelle der Heiligen Familie ist ein denkmalgeschütztes Gebäude im Sunderner Ortsteil Hellefeld auf dem Gut zum Broich. 
Mit dem Bau der römisch-katholischen Kapelle wurde im Jahr 1731 begonnen. 1733 wurde sie der Heiligen Familie geweiht.
Auf dem allseitig abgewalmten Schieferdach befindet sich ein zierlich verschieferter sechsseitiger Dachreiter mit Zwiebelhaube. Ein gerader geschlossener nordwestlich liegender Eingang führt in die einschiffige Kapelle mit ihrem dreiteiligen Stichkappengewölbe auf zwei Wandvorlagen. Der kleine Bruchsteinsaal ist dreiseitig geschlossen. Die Fenster des Gebäudes sind spitzbogig. Die Verglasungen sowie die Ausmalungen in der Kapelle stammen aus dem Jahr 1921.
Aus der Bauzeit sind noch sechs Heiligenfiguren aus Holz erhalten. Bei dem Weinrankenretabel wurde das Gemälde erneuert.
Im Jahr 2022 folgte eine Erneuerung des Daches mit Dachreiter und Zwiebelhaube. Nahe dem Eingang befinden sich zwei als Naturdenkmal geschützte, nahezu 200 Jahre alte Linden.